# الجيش الثالث بانزر
الجيش الثالث بانزر (بالألمانية: Panzerarmeeoberkommando 3) تشكيل مدرعات ألماني خلال الحرب العالمية الثانية، حمل اسم المجموعة الثالثة بانزر (بالألمانية: Panzergruppe 3) تشكّل في 1 يناير 1942.

## المجموعة الثالثة بانزر
تشكلت المجموعة الثالثة بانزر في 16 نوفمبر 1941 تحت لواء مجموعة الجيوش الوسطى وشاركت خلال الغزو الألماني للاتحاد السوفيتي أثناء عملية بارباروسا ثم معركة موسكو فيما بعد مع نهاية عام 1941 ومطلع عام 1942 ثم شاركت في عملية تايفوون تحت قيادة الجيش التاسع قبل ترقيتها إلى قوة عسكرية بحجم جيش ميداني في 1 يناير 1942.

## القادة
- جنرال أوبيرست (بالألمانية: Generaloberst) غيورغ-هانز راينهارت (5 أكتوبر 1941 - 15 أغسطس 1944)
- جنرال أوبيرست إرهارد راوس (16 أغسطس 1944 - 10 مارس 1945)[1]
- جنرال أوبيرست هاسو فون مانتيفيل (11 مارس 1945 - استسلم في 3 مايو 1945)

## وصلات خارجية
- (بالألمانية)

```
Wilhelm Tieke, 
Das Ende zwischen Oder und Elbe
, Stuttgart: Motorbuch Verlag, 1995
```

- (بالألمانية)

```
D. F. Ustinow et al. 
Geschichte des Zweiten Welt Krieges 1939-1945
, Berlin: Militärverlag der DDR, 1982
```

- (بالإنجليزية) Marcus Wendel. Axis history 3. Panzer-Armee
- (بالإنجليزية) 12th Army Group situation maps